# Fokovo stanje
Fókovo stánje je poljubno stanje Fokovega prostora z dobro določenim številom delcev v vsakem stanju. Imenuje se po ruskem fiziku Vladimirju Aleksandroviču Foku. To stanje polja je zelo preprosto določiti, vendar precej težje razumeti.
Zaradi preprostosti se omejimo na posamezno stanje (in s tem formalno opišemo v bistvu le harmonični oscilator). Fokovo stanje ima v tem primeru obliko |n> s celoštevilskim n. To pomeni, da obstaja n zbujenih kvantov. |0> odgovarja ničelnemu stanju (brez vzbujenih stanj) z razliko od 0, ki je ničelni vektor.
Fokova stanja tvorijo najprimernejšo bazo Fokovega prostora. Določena so z naslednjimi zvezami v izrazih bozonske algebre:
{\displaystyle a^{\dagger }|n\rangle ={\sqrt {n+1}}|n+1\rangle }
{\displaystyle a|n\rangle ={\sqrt {n}}|n-1\rangle }
{\displaystyle |n\rangle ={1 \over {\sqrt {n!}}}(a^{\dagger })^{n}|0\rangle }
kjer je a (se nanaša na a†) anihilacijski (se nanaša na  nastanek) Bosejevski operator. Podobne zveze veljajo tudi za fermionsko algebro.
To nam omogoča, da preverimo veljavnost <a†a>=n in Var(a†a)=0, oziroma, da nam meritev števila delcev a†a v Fokovem stanju vedno da končno vrednost brez fluktuacije.
Fokovo stanje ni pomembno samo kot teoretično, temveč tudi kot eksperimentalno orodje.